# قانون علمی

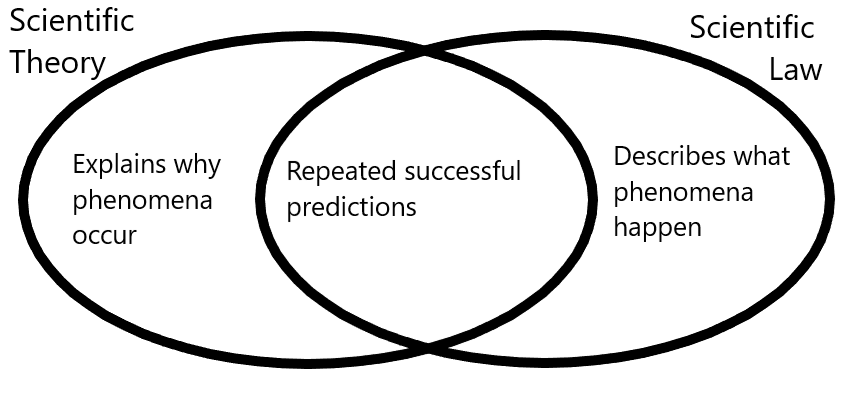
نظریه‌های علمی، چرایی رخ دادن چیزی را توضیح می‌دهند؛ در حالیکه قوانین علمی آنچه اتفاق می‌افتد و چگونگی رخ دادن آن را بیان می‌کنند.

قوانین علمی گزاره‌هایی هستند که طیفی از پدیده‌های طبیعی را بیان کرده و پیش‌بینی می‌کنند. هر قانون علمی گزاره‌ای مبتنی بر مشاهدات مکرر تجربی می‌باشد که برخی از جنبه‌های طبیعت و گیتی را مشخص می‌سازد. اصطلاح قانون در طیف وسیعی از انواع نظریه‌ها (تقریبی، دقیق، گسترده یا محدود) کاربرد داشته و در همه زمینه‌های علوم طبیعی (فیزیک، شیمی، زیست‌شناسی، زمین‌شناسی، نجوم و غیره) به‌صورت گسترده بکار می‌رود.
قوانین علمی شرح و خلاصهٔ مجموعه بزرگی از حقایق و شواهد هستند که توسط آزمایش و تجربه تعیین می‌شوند و بر پایه توانایی آنها در پیش‌بینی نتایج تجربیات آینده، سنجیده می‌شوند. آنها همچنین بر پایه شواهد یا از طریق روابط و معادلات ریاضی توسعه یافته و توسط شواهد تجربی به شکل قدرتمندی حمایت می‌شوند. به‌طور کلی باید دانست که آنها اساس و ذات روابط محرک و موجود در طبیعت را منعکس می‌سازند که توسط دانشمندان کشف می‌شوند.
قوانین علمی منعکس کنندهٔ دانسته‌های علمی هستند که به‌طور تجربی و به شکل مکرر تأیید شده‌اند (و هرگز مغایرتی نداشته‌اند). اعتبار قوانین علمی در صورتی که نظریه علمی جدیدی تولید شود، کاهش نخواهد یافت. اما ممکن است دامنهٔ کاربرد، بسته به روابط ریاضی این قوانین تغییر یابد. پس همانند سایر دانسته‌های علمی، آنها نیز از اطمینان مطلق برخوردار نیستند، و همیشه می‌تواند توسط مشاهدات آینده نقض و محدود شوند.
قوانین علمی کوتاه، شیرین و همیشه صحیح هستند. آنها اغلب در یک جمله بیان می‌شوند و عموماً به روابط ریاضی تکیه دارند. قوانین علمی به عنوان امر جهانشمول پذیرفته شده‌اند و اساس و بنیان علم هستند. آنها هرگز نباید اشتباه کنند (به همین دلیل است که نظریه‌های بسیاری وجود دارند و در عوض تعداد قوانین بسیار کم است). اگر یک قانون تصویر غلطی از طبیعت ارائه دهد، تمامی علومی که بر اساس آن قانون ساخته شده‌اند نیز اشتباه هستند.
برای نمونه قوانین ترمودینامیک و قانون بویل گازی و قوانین گرانشی را می‌توان به عنوان مثال‌هایی از قوانین علمی برشمرد.
یک قانون علمی بهتر از یک نظریه علمی نیست (و بالعکس). آنها از دو جنس متفاوت هستند و در نهایت، آنچیزی که مهم است بهره‌گیری درست و دقیق از آنهاست.
یک قانون برای بیان یک عمل در شرایط خاص و محدود بکار می‌رود. برای مثال، فرگشت در زمانی که مطرح شده بود، تنها به عنوان یک قانون شناخته می‌شد و این قانون به ما می‌گفت که این فرایند در حال رخ دادن است و اما توضیح نمی‌داد که چرا رخ می‌دهد.
در حالی که یک نظریه توضیح کاملی از چگونگی و چرایی یک رخداد و پدیده ارائه می‌دهد. به‌طور مثال فرگشت توسط انتخاب طبیعی یک نظریه محسوب می‌شود.(گرانش هم یک نظریه بود) مجموع فرگشت با انتخاب طبیعی، توضیحی برای فرایندهای مختلف فراهم می‌کند و شیوه و روش فرگشت را شرح می‌دهد.
در مثالی دیگر معادلهٔ Einstein's E = mc ^ 2 یک قانون علمی است که شکل تبدیل انرژی به ماده را بیان می‌کند. از سوی دیگر ترکیب نسبیت عام و نسبیت خاص نشان می‌دهند که چگونه و چرا یک جرم قادر نیست با سرعت نور حرکت کند.

## تفاوت قانون علمی با نظریه علمی و فرضیه علمی و اصول علمی
وجه تمایز نظریه‌های علمی و فرضیه‌های علمی در آن است که فرضیه‌های علمی، برآورد و تخمین حاصله از یک پدیده تجربی آزمایش پذیر و محدود هستند و اگر چه که امری علمی و قدرتمند می‌باشند اما توضیح جامع و ذهنی ارائه نمی‌کنند. همچنین وجه تمایز نظریه علمی با قانون علمی در آن است که قوانین علمی، توضیحی محدود و نه جامع از نحوه رفتار طبیعت در شرایط خاص ارائه می‌کنند.
اصول علمی گزاره‌هایی پذیرفته‌شده هستند که به اثبات یا آزمایش نیاز ندارند و پایه‌های مطالعه یک علم را بنا می‌کنند؛ مانند اصل (هندسه) اقلیدسی یا اصل طرد پاولی.
طبق گفته دانشگاه کالیفرنیا، «فرضیه‌ها، نظریه‌ها و قوانین همانند سیب، پرتقال و گلابی‌ها هستند. نمی‌توانند به یکدیگری رشد یابند و تبدیل شوند، مهم نیست که چه مقدار کود و آب به پای آنها داده شود.» یک فرضیه علمی، شرح و برآورد و تخمینی محدود از یک پدیده است بدون توضیح دربارهٔ علت و چرایی آن؛ یک نظریه علمی توضیحی عمیق و ذهنی از مجموعه ای از پدیده‌های مشاهده شده و مرتبط است که به علت و چرایی آنها می‌پردازد.